# Verste
La verste (en russe : верста, versta) est une ancienne mesure de longueur utilisée autrefois en Russie, valant environ 1 067 mètres métriques. La verste comptait 1 500 archines (trois archines valant une sagène).
Avec l'oukase de Nicolas Ier du 11 octobre 1835, qui fixe la longueur de la sagène à 7 pied anglais, cela donne, en considérant un pied anglais comme étant égal à 30,48 cm, exactement 1066,8 mètres. Il convient cependant d'observer ici que cette valeur du pied anglais, de 30,48 cm, n'a été fixée qu'en 1959, valant encore auparavant 1⁄3 de 0,914 396 9 m, soit environ 30,479 896 6 cm ; ainsi, en considérant cette ancienne valeur du pied anglais, cela donne plutôt, comme valeur de la verste, 1066,796383333 mètres. Le Dictionnaire encyclopédique Brockhaus et Efron, publié à Leipzig et à Saint-Pétersbourg, édition 1892, tome 6, pages 51 et 52, indique encore une valeur légèrement inférieure pour la verste : 1066,781 mètres (ce qui équivaudrait à une valeur d'environ 30,479 457 142 857 cm pour le pied anglais).
L’unité de superficie liée, la verste carrée, équivaut à 1,138 062 24 km2 (ou, selon les considérations développées plus haut, à environ 1,138 054 523 493 080 278 km2 ou encore à 1,138 021 701 961 km2). 
Historiquement on trouve la trace de différentes verstes définies comme longueurs comprises entre 500 et 1 000 sagènes (mesure ayant elle-même connu des variations au fil du temps). La verste est abolie en 1918 par un décret du soviet des commissaires du peuple, qui instaure le système métrique.